# Aeroportul Internațional Long Thanh
Aeroportul Internațional Long Thanh (Sân bay quốc tế Long Thành) este un aeroport planificată în Vietnam, în estul districtului Long Thanh din Dong Nai, Vietnam. Este nodul principal pentru Vietnam Airlines. Inaugurat în anul 2008, este situat la 40 km nord-est de orasul Saigon (Ho Și Min (oraș)), pe o suprafață de 5000 ha. Construcția va începe în 2015 și se va încheia în 2020. În cazul în care termina prima faza, aeroportul va avea 2 piste (4000 m, 45 m) și va fi capabil de a servi 25 milioane de pasageri pe an, aeroportul va fi extins până în 2030. Începând cu 2030, va avea 4 terminale si 4 piste și va fi capabil de a servi 100 milioane de pasageri pe an, 5 milioane de tone de marfă pe an. Acesta va deveni cel mai mare aeroport din Vietnam și una dintre cele mai mari aeroporturi din sud-estul Asiei. Costul total pentru prima fază este de 6.7 miliarde USD.